# Rhangena rosea
Rhangena rosea är en fjärilsart som beskrevs av George Francis Hampson 1893. Rhangena rosea ingår i släktet Rhangena och familjen nattflyn. Inga underarter finns listade.